# Imre Géra
Imre Géra (nascido em 6 de março de 1947) é um ex-ciclista húngaro que competiu no ciclismo nos Jogos Olímpicos de Verão de 1968 e 1972, representando a Hungria.